# Бульвар Генерала Карбышева
Бульва́р Генера́ла Ка́рбышева — улица на западе Москвы в районе Хорошёво-Мнёвники Северо-Западного административного округа. Находится между проспектом Маршала Жукова и улицей Маршала Тухачевского.

## Происхождение названия

Начало бульвара. Мемориал генералу Карбышеву (2007)

Бульвар назван в 1962 году в честь генерал-лейтенанта инженерных войск Дмитрия Михайловича Карбышева (1880—1945), участника русско-японской, гражданской и третьей советско-финской войн, бывшего кадрового офицера Русской императорской армии. В начале Великой Отечественной войны был контужен и попал в плен. За отказ служить в немецкой армии был замучен в лагере Маутхаузен.

## Описание

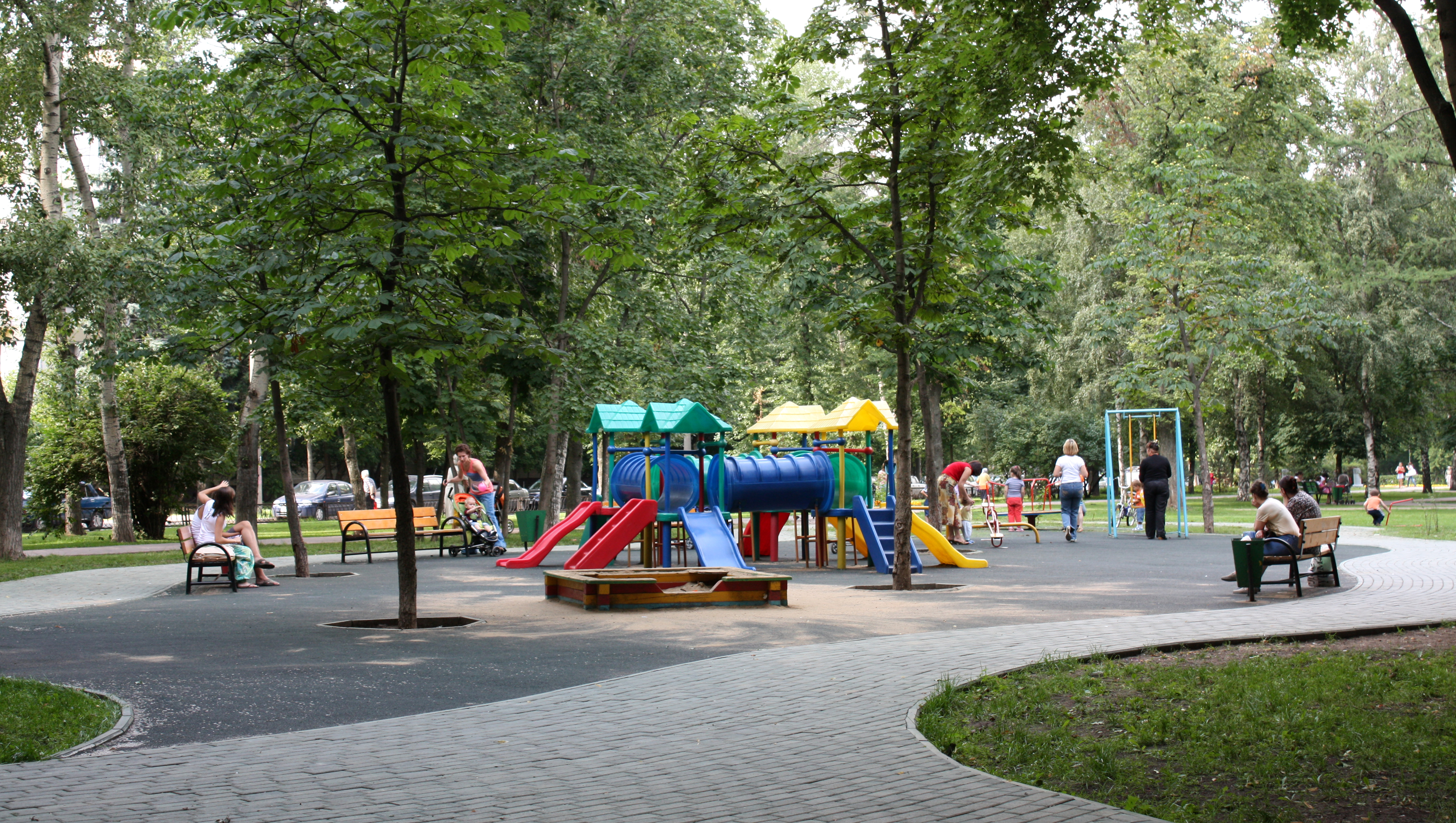
Детский городок на бульваре

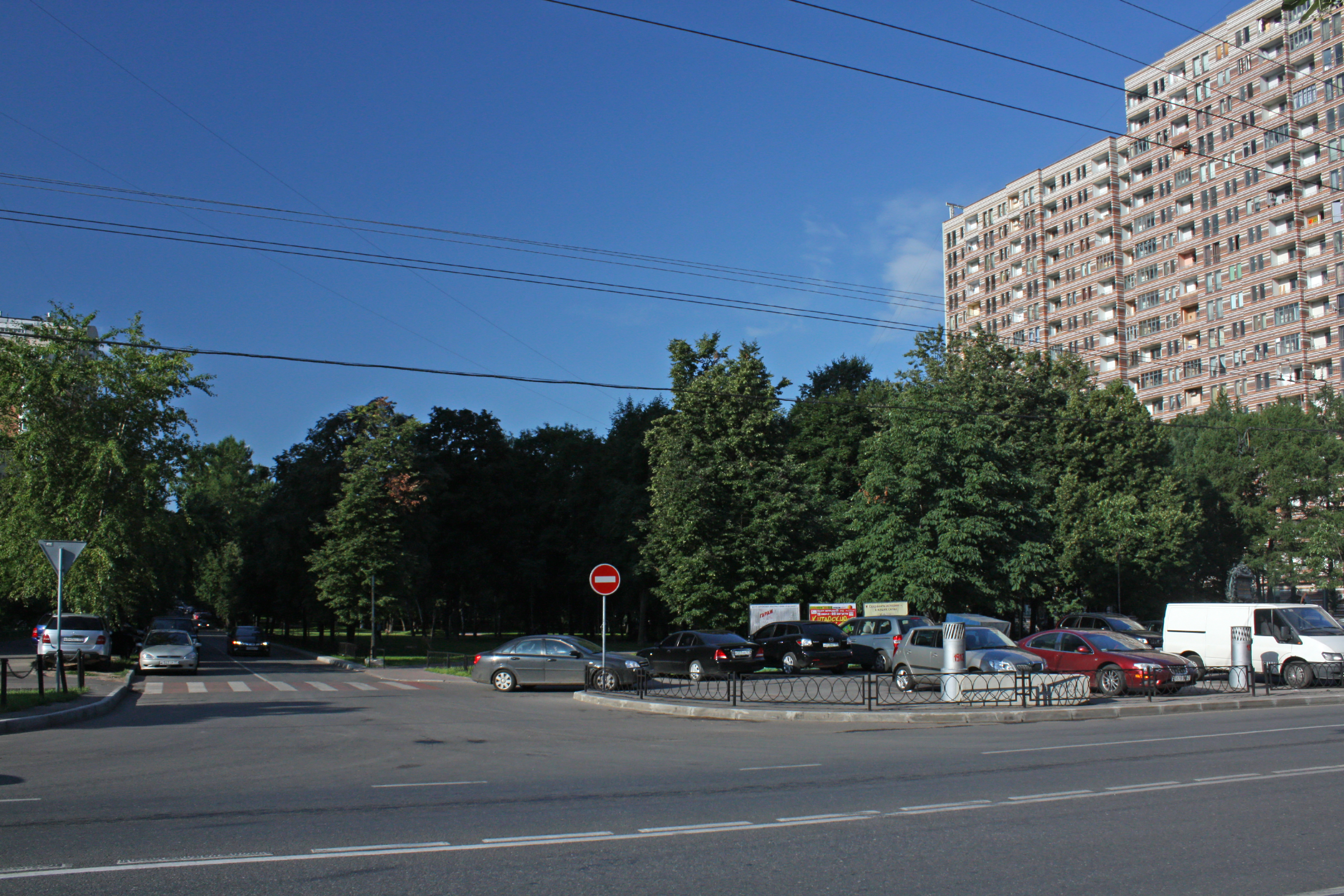
Конец бульвара, выход на улицу Маршала Тухачевского

Бульвар начинается от проспекта Маршала Жукова напротив улицы Саляма Адиля и бывшего кинотеатра «Патриот», сквер перед которым разбит как визуальное продолжение бульвара. Проходит на север до улицы Маршала Тухачевского. В начале бульвара установлен «Мемориал генералу Карбышеву» работы В. Е. Цигаля.
Вдоль бульвара обустроена зона для прогулок и отдыха. На территории проложены дорожки, есть детские площадки, спортивная зона. В центральной части находится фонтан, ротонда и концертная площадка.

## Учреждения и организации
По нечётной стороне:
- Дом 3 — детская поликлиника № 6 (СЗАО);
- Дом 5, корпус 4 — детский сад № 840;
- Дом 5, корпус 2 — Агентство по развитию предпринимательства Северо-западного адм. округа;
- Дом 7, корпус 4 — детский сад № 1358;
- Дом 9, корпус 1 — детская библиотека № 28 СЗАО; физкультурно-спортивный клуб «Раунд»;
- Дом 9, корпус 2 — школа № 160;
- Дом 15, корпус 3 — здание, в котором с 1988 по 2005 годы находилась Центральная средняя специальная школа при Московской консерватории им. П. И. Чайковского, в настоящее время — Средняя школа № 138.
- Дом 17, корпус 2 — детский сад № 125;
- Дом 19, корпус 5 — стоматологическая поликлиника № 55 Северо-западного адм. округа;

По чётной стороне:
- Дом 8 — Научно-производственное предприятие «Стройнаука»;
- Дом 10, корпус 4 — школа № 131;
- Дом 14 — Управление социальной защиты населения: Хорошево-Мнёвники Северо-западного адм. округа;
- Дом 16, корпус 3 — детский сад № 391 (компенсирующего вида, логопедический);
- Дом 18, корпус 1 — Хорошёвский районный суд (Строгино, Хорошёво-Мнёвники, Щукино): участки № 150, 151, 154—157.
- Дом 24, корпус 2 — детский сад № 1889.

## Транспорт
Со строительством Рублёво-Архангельской линии, поблизости появится станция метро «Бульвар Генерала Карбышева».